# Cuevas de Almudén
Pour les articles homonymes, voir Cuevas.
Cuevas de Almudén est une commune d’Espagne, dans la Comarque de Cuencas Mineras, province de Teruel, communauté autonome d'Aragon.